# Jöran Sääf
Jöran Reinhold Sääf, i riksdagen kallad Sääf i Norrköping, född 16 april 1819 i Sankt Olofs församling i Norrköping, död 8 februari 1888 i Matteus församling i Norrköping, var en svensk fabrikör och riksdagsman.
Sääf var verksam som fabriksidkare i Norrköping, där han hade övertagit faderns färgeri- och klädesfabrik. I riksdagen var han ledamot för Borgarståndet i Norrköpings stad vid riksdagen 1865–1866 och var ledamot av andra kammaren 1867–1883, invald i Norrköpings valkrets.